# Millard Erickson
Millard J. Erickson (ur. 24 czerwca 1932) – amerykański teolog ewangelikalny, duchowny baptystyczny, autor rozpowszechnionego w wielu językach świata całościowego ujęcia protestanckiej teologii systematycznej pt. Christian Theology (1983-1985).

## Wykształcenie
Odbył studia na University of Minnesota, w Northern Baptist Theological Seminary, University of Chicago i Northwestern University. Był wykładowcą w Baylor University w Waco oraz profesorem teologii w Bethel University w St. Paul. Ostatnio zajmował stanowisko profesora w Western Seminary w Portland.

## Publikacje
Napisał kilkadziesiąt książek, w tym zwłaszcza:
- Christian Theology, Grand Rapids 1998 ISBN 978-0-8010-2182-4
- Basic Guide to Eschatology, Grand Rapids 1998 ISBN 978-0-8010-5836-3
- Introducing Christian Doctrine, Grand Rapids 2001 ISBN 978-0-8010-2250-0
- Truth or Consequences, Downers Grove 2001 ISBN 978-0-8308-2657-5
- Reclaiming The Center, Wheaton 2004 ISBN 978-1-58134-568-1
- Who's Tampering With the Trinity?, Grand Rapids 2009 ISBN 978-0-8254-2589-9
- What Does God Know And When Does He Know It. The Current Controversy Over Divine Foreknowledge, Grand Rapids 2013 ISBN 978-0-310-27338-7